# Radio Swiss Classic

Logo im Jahr 2008

Radio Swiss Classic (ehemals Classic) ist ein Musiksender der Swiss Satellite Radio, einer Sparte der SRG SSR, der öffentlich-rechtlichen Rundfunkanstalt der Schweiz. Das Programm erreicht in der gesamten Schweiz täglich rund 125'000 Menschen. Von 1956 bis 1998 war es ein spezielles Programm des existierenden Schweizer Telefonrundspruchs. Schwesterprogramme von Radio Swiss Classic sind Radio Swiss Pop und Radio Swiss Jazz.

## Musikprogramm
Geboten wird ein Non-Stop-Angebot an Klassik. Es gibt keine Wortbeiträge und Nachrichten, die Stücke werden auf Deutsch, Französisch und Italienisch angesagt. Nachts wird Notturno, das gemeinsame Nachtprogramm von Radio SRF 2 Kultur und Rete Due, übernommen, an dem in der Vergangenheit auch Espace 2 beteiligt war. Der Anteil der Schweizer Musik beträgt durchschnittlich 50 Prozent. Das Programm ist werbefrei.

## Empfang
Das Programm kann in der Schweiz über Kabel, DAB+, europaweit über den Satelliten Eutelsat Hotbird im DVB-Modus und weltweit als Stream über das Internet empfangen werden. Die frühere Ausstrahlung über Astra Digital Radio wurde eingestellt. Im Südtirol wird Radio Swiss Classic von der Rundfunk-Anstalt Südtirol im Standard DAB+ ausgestrahlt.

## Hörerzahlen
Radio Swiss Classic wird in der gesamten Schweiz täglich von 125'510 Menschen gehört (Mediapulse, Zahlen für das 1. Semester 2021). Die durchschnittliche Hördauer beträgt rund 62 Minuten.
|                            | Deutschschweiz | Romandie   | Italienische Schweiz |
| -------------------------- | -------------- | ---------- | -------------------- |
| Anzahl Hörer               | 89'040         | 32'150     | 4'320                |
| Durchschnittliche Hördauer | 70 Minuten     | 65 Minuten | 50 Minuten           |